# Brandnetelschijfje
Het brandnetelschijfje (Calloria urticae) is een schimmel die behoort tot de familie Calloriaceae. De soort werd in 1976 door Burghard Hein ingedeeld in het geslacht Calloria.

## Kenmerken
De schimmel heeft een minuscuul vruchtlichaam (0,5 - 1,0 mm diameter) dat schijf- tot lensvormig is. De schimmel is dunvlezig en deels doorzichtig. De kleur is roze tot oranje. 

## Verspreiding
In Nederland komt het brandnetelschijfje algemeen voor. Vaak in groepen op dode of wat dikkere brandnetelstengels. Het brandnetelschijfje kan in de winter en de lente (met vruchtlichaam) worden aangetroffen.